# أذن القطة الرملية
أذن القطة الرملية (الاسم العلمي:Hypochaeris arenaria) هي نوع من النباتات يتبع جنس أذن القطة من الفصيلة النجمية.